# Florian Święs
Florian Święs (ur. 24 września 1939 w Kąclowej, zm. 17 grudnia 2015) – polski biolog, profesor przyrodniczych.

## Życiorys
W 1968 r. doktoryzował się w 1983 r. habilitował się. W 1992 r. uzyskał tytuł profesora przyrodniczych, natomiast w 2003 r. tytuł profesora zwyczajnego. Pracował w Instytucie Biologii na Wydziale Biologii i Nauk o Ziemi Uniwersytetu Marii Curie-Skłodowskiej w Lublinie, oraz na Wydziale Przyrodniczo-Matematycznym Wyższej Szkole Humanistyczno-Przyrodniczej - Studium Generale Sandomiriense.

## Odznaczenia i wyróżnienia
- Nagroda Ministra Edukacji[2]
- Nagroda Rektora (kilkakrotnie)[2]
- Medal Komisji Edukacji Narodowej[2]
- Złoty Krzyż Zasługi[2]